# Тимошенко, Евгений Иосифович
Евге́ний Ио́сифович Тимоше́нко (род. 16 июля 1945) — советский и российский математик, специалист по теории групп, доктор физико-математических наук, профессор Новосибирского государственного технического университета , заслуженный работник высшей школы Российской Федерации, член-корреспондент АН ВШ, известный учёный сибирской школы алгебры и логики.

## Научная деятельность

### Основные результаты
- Определен тестовый ранг свободной метабелевой группы. Получен критерий для наборов элементов свободной метабелевой группы, чтобы они были тестовыми.
- Доказана простота в своих теориях целочисленных групповых колец конечно порождённых относительно свободных упорядочиваемых групп, а также следующих конечно порождённых счётных структур: свободных нильпотентных ассоциативных колец и алгебр, свободных нильпотентных колец и алгебр Ли. Для конечно порождённых неабелевых свободных нильпотентных ассоциативных алгебр и конечно порождённых неабелевых свободных нильпотентных алгебр Ли над несчётными полями показано их сильная ω-однородность.
- Найдено точное значение централизаторной размерности для свободной полинильпотентной группы и для свободной группы в многообразии метабелевых групп ступени нильпотентности, не превосходящей c.
- Изучены автоморфизмы частично коммутативной метабелевой группы, определяющий граф которой не содержит циклов. Доказано, что IA-автоморфизм такой группы является тождественным, если он оставляет неподвижными все висячие и изолированные вершины графа. Введены понятия факторного и матричного автоморфизмов. Устанавлено, что каждый факторный автоморфизм записывается как произведение автоморфизма определяющего графа и матричного автоморфизма.

### Основные публикации
- Е. И. Тимошенко, “Сопряженность в свободных метабелевых группах”, Алгебра и логика, 6:2 (1967), 89–94
- E. I. Timoshenko, “Algorithmic problems for metabelian groups”, Algebra and Logic, 12:2 (1973), 132–137
- E. I. Timoshenko, “Elementary theories of wreath products”, Questions in Group Theory and Homological Algebra, 1979, no. 2, 169–174
- E. I. Timoshenko, “Metabelian groups with a single defining relation and the Magnus embedding”, Math. Notes, 57:4 (1995), 414–420
- C. K. Gupta, E. I. Timoshenko, “Automorphic and endomorphic reducibility and primitive endomorphisms of free metabelian groups”, Communications in Algebra, 25:10 (1997), 3057–3070
- E. I. Timoshenko, “Center of some solvable groups with one defining relation”, Math. Notes, 64:6 (1998), 798–803
- E. I. Timoshenko, “On tame automorphisms of some metabelian groups”, Siberian Math. J., 41:2 (2000), 366–372
- E. I. Timoshenko, “On universally equivalent solvable groups”, Algebra and Logic, 39:2 (2000), 131–138
- E. I. Timoshenko, “On universal theories of metabelian groups and the Shmel'kin embedding”, Siberian Math. J., 42:5 (2001), 981–986
- N. S. Romanovskii, E. I. Timoshenko, “On some elementary properties of soluble groups of derived length 2”, Siberian Math. J., 44:2 (2003), 350–354
- Ch. K. Gupta, E. I. Timoshenko, “Test Rank for Some Free Polynilpotent Groups”, Algebra and Logic, 42:1 (2003), 20–28
- V. A. Roman'kov, E. I. Timoshenko, “Endomorphisms preserving an orbit in a relatively free metabelian group”, J. Group Theory, 8 (2005), 769–779
- E. I. Timoshenko, “Computing Test Rank for a Free Solvable Group”, Algebra and Logic, 45:4 (2006), 254–260
- E. I. Timoshenko, “Automorphismsof partially commutative metabelian groups”, Algebra and Logic, 59:2 (2020), 165–179
- E. I. Timoshenko, “A basis for the commutator subgroup of partially commutative metabelian pro-p-group”, Algebra and Logic, 60 (2021), 53-63
- E. N. Poroshenko ,E. I. Timoshenko, “Partially commutative groups and Lie algebras”, Siberian Electronic Mathematical Repots, 18:1 (2021), 668–693
- E. I. Timoshenko, “Retracts and verbally closed subgroups with respect to relatively free soluble groups”, Siberian Mathematical Journal, 62:3 (2021), 663-671

### Книги
- Е. И. Тимошенко, Эндоморфизмы и универсальные теории разрешимых групп, Монографии НГТУ, Новосибирский государственный технический университет, Новосибирск, 2011 , 327 с.
- Г. Г. Асташенков, Е. И. Тимошенко, Определение оптимального положения осей инженерных объектов, Наука, Новосибирск, 1995